# Visual Effects Society
Die Visual Effects Society (VES) ist eine 1997 in Hollywood, Los Angeles, USA gegründete Gesellschaft für visuelle Effekte und repräsentiert mit ihren über 5000 Mitgliedern in über 50 Ländern weltweit Filmschaffende aus allen Arbeitsbereichen der Visuellen Effekte. Die VES ist eine professionelle, ehrenamtliche Organisation. Ihre Mitglieder kommen aus allen Bereichen der Unterhaltungsindustrie, wie Film, Fernsehen, Werbung, Musikvideos und Computerspiele.
Im Januar 2017 wurde eine deutsche Sektion der VES gegründet, nachdem über 50 VFX-Filmschaffende eine Petition dafür unterzeichnet hatten.

## Ziele
Ziel der VES ist es, Künstler, Techniker, Modellbauer, Ausbilder, Regisseure, Produktionsleiter und Vermarktungs-Experten, die sich mit visuellen Effekten beschäftigen, zu fördern und ihnen die Möglichkeit zu bieten, sich fortzubilden. Mitgliedern der VES sowie allen Filmschaffenden aus der Unterhaltungsbranche bietet die VES jährlich verschiedene inländische und internationale Informations- und Fortbildungsprogramme, Vorführungen und Veranstaltungen.

## VES Awards
Seit 2002 werden jährlich von der Visual Effects Society die VES Awards verliehen. In verschiedenen Kategorien wird der Award für die besten Spezialeffekte in Film, Fernsehen, Werbung, Musikvideos und Computerspielen vergeben.

### Gewinner
Von über 20 Kategorien sind hier einige gelistet.

#### Kategorie Film
- Herausragende visuelle Effekte in einem an visuellen Effekten orientierten Spielfilm:
  - 2002: Der Herr der Ringe: Die zwei Türme
  - 2003: Der Herr der Ringe: Die Rückkehr des Königs
  - 2004: Harry Potter und der Gefangene von Askaban
  - 2005: King Kong
  - 2006: Fluch der Karibik 2
  - 2007: Transformers
  - 2008: Der seltsame Fall des Benjamin Button
  - 2009: Avatar
  - 2010: Inception
  - 2011: Planet der Affen: Prevolution
  - 2012: Life of Pi – Schiffbruch mit Tiger
  - 2013: Gravity
  - 2014: Planet der Affen: Revolution
  - 2015: Star Wars: Das Erwachen der Macht

- Herausragende visuelle Nebeneffekte in Spielfilmen:
  - 2002: Der Anschlag
  - 2003: Last Samurai
  - 2004: Aviator
  - 2005: Königreich der Himmel
  - 2006: Flags of Our Fathers
  - 2007: Ratatouille
  - 2008: Der fremde Sohn
  - 2009: Sherlock Holmes
  - 2010: Hereafter – Das Leben danach
  - 2011: Hugo Cabret
  - 2012: The Impossible
  - 2013: Lone Ranger
  - 2014: Birdman oder (Die unverhoffte Macht der Ahnungslosigkeit)
  - 2015: The Revenant – Der Rückkehrer

- Herausragende animierte Charaktere in Spielfilmen:
  - 2002: Der Herr der Ringe: Die zwei Türme
  - 2003: Der Herr der Ringe: Die Rückkehr des Königs
  - 2004: Harry Potter und der Gefangene von Askaban
  - 2005: King Kong
  - 2006: Fluch der Karibik 2
  - 2007: Pirates of the Caribbean – Am Ende der Welt
  - 2008: Der seltsame Fall des Benjamin Button
  - 2009: Avatar
  - 2010: Harry Potter und die Heiligtümer des Todes – Teil 1
  - 2011: Planet der Affen: Prevolution („Caeser“)
  - 2012: Life of Pi: Schiffbruch mit Tiger („Richard Parker“)
  - 2013: Der Hobbit: Smaugs Einöde („Smaug“)
  - 2014: Planet der Affen: Revolution („Caeser“)

- Herausragende animierte Charaktere in Trickfilmen:
  - 2002: Stuart Little 2
  - 2003: Findet Nemo („sprechender Wal“)
  - 2004: Die Unglaublichen – The Incredibles („Bob Parr/Mr. Incredible“)
  - 2005: Wallace & Gromit – Auf der Jagd nach dem Riesenkaninchen („Gromit“)
  - 2006: Cars („Mater /dt. Hook“)
  - 2007: Ratatouille
  - 2008: WALL·E – Der Letzte räumt die Erde auf
  - 2009: Oben
  - 2010: Drachenzähmen leicht gemacht
  - 2011: Rango („Rango“)
  - 2012: Merida – Legende der Highlands („Merida“)
  - 2013: Die Eiskönigin – Völlig unverfroren („Die Schneekönigin aufwecken“)
  - 2014: Baymax – Riesiges Robowabohu („Baymax“)
  - 2015: Alles steht Kopf („Joy“)

#### Fernsehen
- Beste Visuelle Effekte in Fernsehserien
  - 2002: Firefly – Der Aufbruch der Serenity – Folge 1x01
  - 2003: Buffy – Im Bann der Dämonen – Folge 7x22
  - 2004: Star Trek: Enterprise – Folge 4x02
  - 2005: Rom – Folge 1x01
  - 2006: Battlestar Galactica – Folge 1x03
  - 2007: Fight for Life – Folge 1x04
  - 2008: Battlestar Galactica – BSG Space Battle
  - 2009: Battlestar Galactica – Folge 4x19
  - 2010: Caprica
  - 2011: Terra Nova
  - 2012: Game of Thrones
  - 2013: Game of Thrones
  - 2014: Game of Thrones
  - 2015: Game of Thrones

## Die VES 50
Im Jahre 2007, hat die Visual Effects Society eine Liste der 50 einflussreichsten Filme bezüglich visueller Effekte veröffentlicht. Da sich einige Filme einen Platz teilen, sind 51 Filme auf der Liste:
- 1. Krieg der Sterne (1977)
- 2. Blade Runner (1982)
- 3. 2001: Odyssee im Weltraum (1968) und Matrix (1999)
- 5. Jurassic Park (1993)
- 6. Tron (1982)
- 7. King Kong und die weiße Frau (1933)
- 8. Unheimliche Begegnung der dritten Art (1977)
- 9. Alien – Das unheimliche Wesen aus einer fremden Welt (1979)
- 10. Abyss (1989)
- 11. Das Imperium schlägt zurück (1980)
- 12. Metropolis (1927)
- 13. Die Reise zum Mond (1902)
- 14. Terminator 2 – Tag der Abrechnung (1991)
- 15. Der Zauberer von Oz (1939)
- 16. Falsches Spiel mit Roger Rabbit (1988)
- 17. Jäger des verlorenen Schatzes (1981)
- 18. Titanic (1997)
- 19. Der Herr der Ringe: Die Gefährten (2001)
- 20. Jason und die Argonauten (1963) und  E.T. – Der Außerirdische (1982)
- 22. Toy Story (1995)
- 23. Pirates of the Caribbean – Fluch der Karibik 2 (2006)
- 24. Die zehn Gebote (1956)
- 25. Kampf der Welten (1953) und Forrest Gump (1994) und Citizen Kane (1941) und Sindbads siebente Reise (1958) und 20.000 Meilen unter dem Meer (1954)
- 30. Terminator (1984)
- 31. Aliens – Die Rückkehr (1986)
- 32. Mary Poppins (1964)
- 33. Der Herr der Ringe: Die Rückkehr des Königs (2003)
- 34. Alarm im Weltall (1956)
- 35. Ein Schweinchen namens Babe (1995)
- 36. Der Tag, an dem die Erde stillstand (1951) und  Der Herr der Ringe: Die zwei Türme (2002)
- 38. King Kong (2005)
- 39. Planet der Affen (1968)
- 40. Die phantastische Reise (1968)
- 41. Der weiße Hai (1975)
- 42. Ghostbusters – Die Geisterjäger (1984)
- 43. Sin City (2005)
- 44. Superman (1978)
- 45. Schneewittchen und die sieben Zwerge (1937)
- 46. Die verlorene Welt (1925) und  Die Rückkehr der Jedi-Ritter (1983)
- 48. Hinter dem Horizont (1998)
- 49. American Werewolf (1981)
- 50. Das Geheimnis der verwunschenen Höhle (1958) und  Das fünfte Element (1997)